# Manuscrits de Glasgow
Les Manuscrits de Glasgow constituent un ensemble de poèmes manuscrits, en marge des emblèmes gravés d'un livre constitué par Otto van Veen, les Amorum emblemata de 1608. Parmi ces poèmes, treize sont identifiés comme notés et signés par Tristan L'Hermite. Longtemps ignorés, ces manuscrits ont été redécouverts et publiés en 1997. Quelques poèmes, d'une main différente, ont été attribués notamment à Vincent Voiture.

## Présentation

### Texte
Sous le nom de « manuscrits de Glasgow », les historiens de la littérature française du XVIIe siècle désignent un ensemble de poèmes manuscrits, notés en marge des emblèmes gravés d'un livre constitué par Otto van Veen, les Amorum emblemata de 1608. Parmi ces poèmes, treize sont identifiés comme notés et signés par Tristan L'Hermite :
| I. « Quelqu'autre d'une humeur » II. « Deux cœurs s'aimant » III. « De même que le cerf » IV. Sonnet — « Celui dont la vertu » V. Sonnet — « Ô trop aveugle erreur » | VI. Sonnet — « Philis vous avez tort » VII. Leale e secreto — « Beauté la plus angélique » VIII. « Amour sait bien » IX. « Que la grâce d'Olinde » | X. Amours de Canante, stances XI. « Pour moi, je tiens à perfidie » XII. « Olympe avecque ce poulet » XIII. Sonnet — « Philis pardonnez-moi » |

Quelques poèmes, d'une main différente, ont été attribués notamment à Vincent Voiture.

### Publication
Les manuscrits de Glasgow ont été découverts et publiés en 1997. La référence du document original est « Glasgow University Library SMAdd.392 ». La première présentation française des poèmes inédits fait l'objet d'une étude dans les Cahiers Tristan L'Hermite, no XX en 1998.

### Œuvres complètes
- Jean-Pierre Chauveau et al., Tristan L'Hermite, Œuvres complètes (tome III) : Poésie II, Paris, Honoré Champion, coll. « Sources classiques » (no 42), 2002, 736 p. (ISBN 978-2-7453-0607-4)
Laurence Grove, Les manuscrits de Glasgow, Paris, Honoré Champion, 2002, p. 695-710

### Articles et analyses
- (en) Alison Adams, Glasgow University Library SMAdd.392 and the printed versions of Tristan L'Hermite's poetry : Emblems and the Manuscript tradition, Glasgow, Glasgow Emblems Studies, 1997, p. 119-157
- Laurence Grove, Glasgow University Library SMAdd.392 : Treize poèmes inédits de Tristan ?, Limoges, Éditions Rougerie, coll. « Cahiers Tristan L'Hermite » (no XX), 1998, p. 29-51
- (en) Karel Porteman, Amorum Emblemata, Aldershot, Scholar Press, 1996édition fac-simile
- (en) Stephen Rawles, The Bibliographical context of Glasgow University Library SMAdd.392 : A preliminary analysis, Glasgow, Glasgow Emblems Studies, 1997, p. 105-117